# Schwetschkeopsis fabronia
Schwetschkeopsis fabronia là một loài Rêu trong họ Fabroniaceae. Loài này được (Schwägr.) Broth. miêu tả khoa học đầu tiên năm 1907.